# 太平山 (青島)

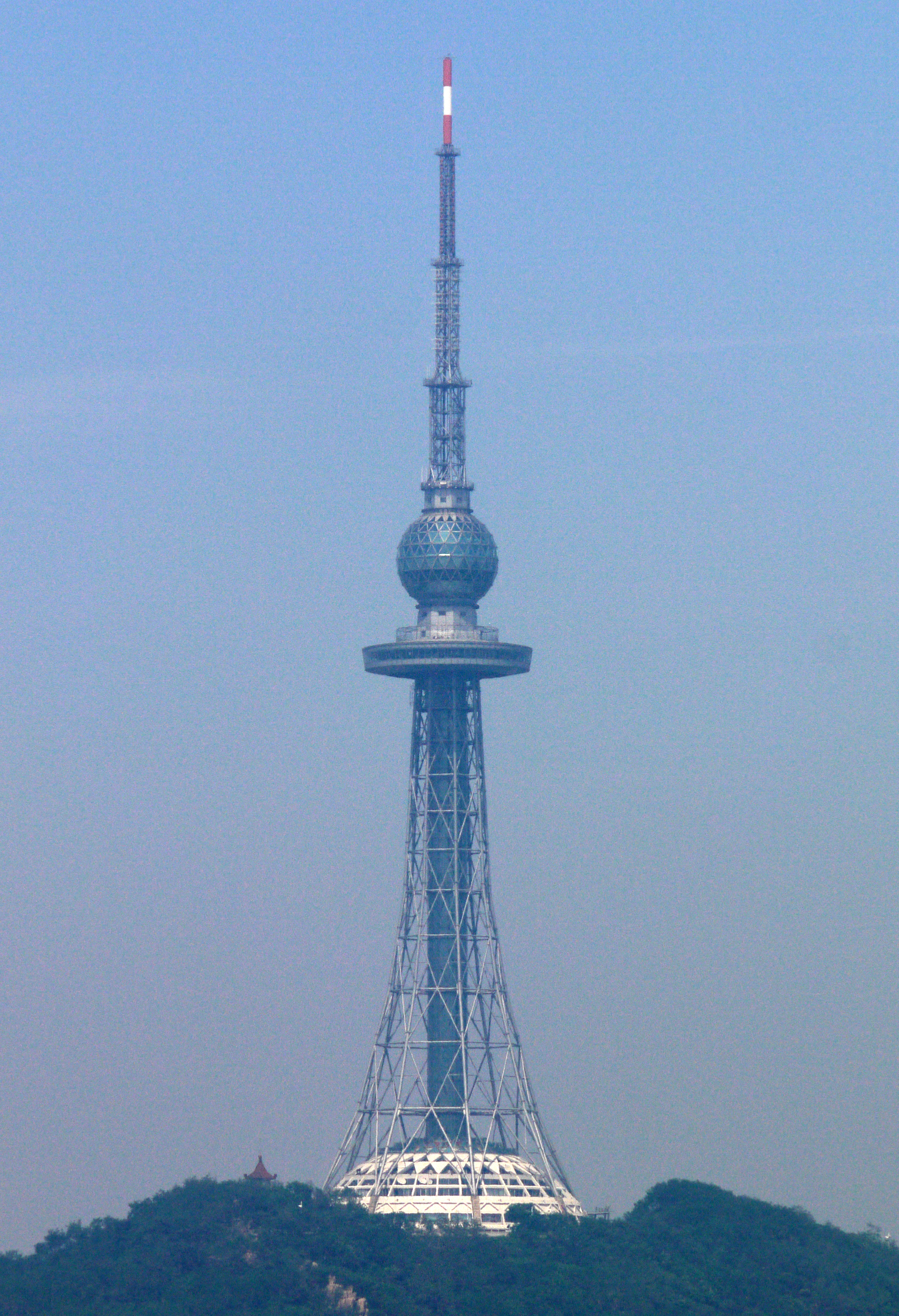
青島テレビ塔。

太平山（たいへいざん）は、中国の山東省青島市の山地・景勝地。市内で最も高い山（標高150m）であり、地形は複雑な起伏が見られ、また全体が森林公園としての性格をもち樹木等の種類も多い。
山峰のひとつの頂上には青島テレビ塔があり、国家AAA級観光地（国家AAA级景区）となっている。麓には、青島中山公園と青島動物園などがある。

## 歴史
公式には、清の時代までは会山と呼ばれていたとされるが、これを裏付ける史料はない。ドイツの租借地だった時期にはイルチス山（イルティス山、Iltis Berg）といったが、これは1896年に鏌鎁島の沖合で台風のために沈没したドイツの砲艦イルティスを記念したものであった。ドイツは、本国やアメリカ合衆国、日本などから様々な樹種を租借地に輸入し、その試植のためにイルチス山に植物試験場を開設した。
1914年に第一次世界大戦が始まると、日本軍は青島を占領し、後にこの山を旭山に改名した。既に日本から輸入されたクロマツやサクラが青島で初めて植えられていたイルチス山植物試験場は、旭公園となった（後の青島中山公園）。
1922年、北京政府（北洋政府）が青島の支配権を回収した後、平和を祈るという趣旨から、太平山に改名した。1986年、一帯に太平山中央公園が設けられ、以降何度もの改造を経て、青島中山公園・青島植物園・動物園・欅林公園・青島山公園・百花苑・匯泉広場の7園区が造成され、2014年には青島世界園芸博覧会の5つの会場の中のひとつとなった。